# حزب ایران نوین
حزب ایران نوین، یکی از دو حزب دولتی در دوره سلسله پهلوی بود. این حزب در سال ۱۳۴۲ه.خ، توسط حسنعلی منصور و دوستانش در ایران تأسیس شد.
این حزب از تغییر نام کانون مترقی در آذر سال ۱۳۴۲ه.خ به وجود آمد. حزب ایران نوین بزرگ‌ترین و ماندگارترین حزب دولتی در عصر پهلوی بود که تا تأسیس نظام تک حزبی، همواره اکثریت را در دست داشت و بیش از یک دهه در فضای خالی از فعالیت‌های حزبی به حیات خود ادامه داد.
نخستین دبیرکل این حزب حسنعلی منصور بود که در اسفند ۱۳۴۲ه.خ به نخست‌وزیری رسید. با قتل منصور معاون دبیرکل حزب ایران نوین، امیرعباس هویدا نخست‌وزیر و دبیرکل حزب شد.

سخنرانی امیرعباس هویدا در مجمع عمومی حزب ایران نوین در سال ۱۳۴۹

حزب ایران نوین در انتخابات دوره ۲۲ و ۲۳ مجلس شورای ملی در سالهای ۱۳۴۶ ه.خ و ۱۳۵۰ ه.خ اکثریت را در مجلس داشت و در سال ۱۳۵۳ بزرگ‌ترین و پرطرفدارترین حزبی بود که در حزب رستاخیز ادغام شد.
فعالیت حزب ایران نوین بسیار وسیع بود و کمیته‌های متعددی را علاوه بر کمیته مرکزی دربرمی‌گرفت. این کمیته‌ها شامل: کمیته اجرایی و دفتر سیاسی، سازمان جوانان، زنان، کشاورزان، کارگران، بازرگانان، سندیکاهای کارگری، اتحادیه‌های اصناف و تشکیلات وابسته دیگر بود.
حزب نشریاتی نیز در سراسر کشور منتشر می‌ساخت و روزنامه ندای ایران نوین ارگان آن بشمار می‌آمد. حزب ایران نوین برای آموزش کادر خود اقدام به تأسیس مدرسه عالی علوم سیاسی و امور حزبی نمود که پس از ادغام آن در حزب رستاخیز، به آن حزب متعلق گشت..